# 黄檗駅 (JR西日本)
黄檗駅（おうばくえき）は、京都府宇治市五ケ庄新開にある西日本旅客鉄道（JR西日本）の駅である。駅番号はJR-D08。

## 歴史
- 1961年（昭和36年）4月21日：日本国有鉄道奈良線の木幡駅 - 宇治駅間に新設開業する[3]。請願駅として建設され、総工費370万円全額を地元が負担した[4]。
- 1987年（昭和62年）4月1日：国鉄分割民営化により西日本旅客鉄道（JR西日本）の駅となる[3]。
- 1991年（平成3年）3月16日：ダイヤ改正に伴い、交換設備の使用を開始する[5]。
- 1998年（平成10年）10月13日：自動改札機を設置し、供用開始[6]。
- 2003年（平成15年）11月1日：「ICOCA」の利用が可能となる[7]。
- 2018年（平成30年）3月17日：駅ナンバリングが導入される[8]。
- 2022年（令和4年）
  - 5月22日：当駅 - 六地蔵駅間が複線化[9]。
  - 12月18日：宇治駅 - 当駅間が複線化[9]。
- 2023年（令和5年）12月19日：みどりの窓口の営業を終了[10][11]。

## 駅構造
相対式ホーム2面2線を持つ地上駅である。以前は交換設備を備えた単線区間内の駅であったが、構内配線が一線スルーになっていないため、快速は減速して通過した。開業時は単式1面1線のホームしかなかった（現在の2番のりば）が、奈良線の輸送力増強のために1991年3月16日ダイヤ改正に合わせて相対式のホーム1面1線が新設された（現在の1番のりば）。複線化前には上り出発信号機に対しては安全側線があったが、下りは過走余裕距離が長いため設置されていなかった。日中は上下とも、奈良発着の普通と城陽発着の普通同士が交換していた（2016年3月改正）。
宇治駅が管理し、JR西日本交通サービスが駅業務を受託している業務委託駅である。
宇治市内を走る駅で唯一、エレベーターが設置されていない。そのため駅員を配置していない時間帯に車椅子で1番線に行くことはほぼ不可能であり、隣駅・宇治駅を使う必要がある。
ICカード乗車券「ICOCA」を利用することができる。

### のりば
| のりば | 路線   | 方向 | 行先           |
| ------ | ------ | ---- | -------------- |
| 1      | 奈良線 | 上り | 京都方面       |
| 2      | 奈良線 | 下り | 宇治・奈良方面 |

## 利用状況
各社の移動等円滑化取組報告書によれば、2023年度の1日当たりの利用者数は7,190人。京都府統計書によると、1日平均乗車人員の推移は下記の通り。
| 年度   | 一日平均 乗車人員 |
| ------ | ----------------- |
| 1999年 | 3,257             |
| 2000年 | 3,282             |
| 2001年 | 3,236             |
| 2002年 | 3,148             |
| 2003年 | 3,096             |
| 2004年 | 3,096             |
| 2005年 | 3,200             |
| 2006年 | 3,282             |
| 2007年 | 3,322             |
| 2008年 | 3,458             |
| 2009年 | 3,408             |
| 2010年 | 3,460             |
| 2011年 | 3,552             |
| 2012年 | 3,604             |
| 2013年 | 3,732             |
| 2014年 | 3,773             |
| 2015年 | 3,811             |
| 2016年 | 3,753             |
| 2017年 | 3,734             |
| 2018年 | 3,734             |
| 2019年 | 3,648             |
| 2020年 | 2,784             |
| 2021年 | 3,038             |
| 2022年 | 3,386             |

## 駅周辺
駅の東側は山が迫っており、その中腹には中国大陸からこの地に至った隠元隆琦を開祖とする黄檗山萬福寺があるほか、高台を切り拓いた住宅団地「黄檗台」などの住宅地が広く所在している。
一方、駅の所在する五ヶ庄地区（駅周辺および西側一帯）は低地に位置しておりたびたび水害が発生している。第2室戸台風で広範囲が浸水したほか、近年では1986年と2008年に床下浸水、2012年8月の集中豪雨では当駅と三室戸駅間にある「京滋バイパス」との交差部が浸水したことに伴い同バイパス不通および、当駅と木幡駅の間で交差する弥陀次郎川が宇治川寄りの天井川の堤防が決壊し住宅8戸全壊・約500戸浸水、翌2013年にも台風18号による浸水被害が発生している。
- 黄檗駅（京阪宇治線）
- 萬福寺 - 黄檗宗大本山
- 許波多神社
- 黄檗台
- 弥陀次郎川
- 京都府道7号京都宇治線 - 駅の東側を南北に並行している。
- 陸上自衛隊宇治駐屯地
  - 関西補給処
- 京都大学宇治キャンパス
- 京都芸術高等学校
- 宇治市立東宇治中学校
- 宇治市立黄檗中学校
- 東宇治図書館（徒歩5分[18]）
- 日本郵便宇治五ヶ庄郵便局
- 京都やましろ農業協同組合東宇治支店
- 京都中央信用金庫黄檗支店
- 宇治病院
- 宇治市立南部小学校

## バス路線
停留所名は「JR黄檗駅」である。京都京阪バスが運行し、京阪宇治駅方面および、近隣の住宅地（黄檗台）を循環する系統が設定されている。なお、循環系統を除き京阪宇治駅までは同一経路を運行している。
- 109号経路（左回り・右回り）：黄檗台循環
- 103号経路：京阪宇治駅
- 250号経路・250A号経路：近鉄大久保

## 隣の駅
西日本旅客鉄道（JR西日本）
 奈良線
■みやこ路快速・■快速・■区間快速
通過
■普通
木幡駅 (JR-D07) - 黄檗駅 (JR-D08) - 宇治駅 (JR-D09)
- 括弧内は駅番号を示す。